# Маульбург
Маульбург (нем. Maulburg) — община в Германии, в земле Баден-Вюртемберг. 
Подчиняется административному округу Фрайбург. Входит в состав района Лёррах.  Население составляет 4018 человек (на 31 декабря 2010 года). Занимает площадь 9,73 км².